# Metodo di Frobenius
In matematica, il metodo di Frobenius, il cui nome deriva dal matematico tedesco Ferdinand Georg Frobenius, descrive un modo di trovare una soluzione tramite sviluppo in serie per una equazione differenziale ordinaria di secondo grado della forma:
{\displaystyle z^{2}u''+p(z)zu'+q(z)u=0}
in prossimità del punto singolare regolare {\displaystyle z=0}. Si può dividere l'equazione differenziale per {\displaystyle z^{2}} ed ottenere una forma equivalente:
{\displaystyle u''+{p(z) \over z}u'+{q(z) \over z^{2}}u=0}
Quest'ultima non è risolubile tramite espansione in serie di potenze, ovvero cercando soluzioni del tipo:
{\displaystyle u(z)=\sum _{n=0}^{\infty }a_{n}z^{n}}
se {\displaystyle p(z)/z} oppure {\displaystyle q(z)/z^{2}} non è analitica in {\displaystyle z=0}. Il metodo di Frobenius permette di creare delle soluzioni in serie di potenze a questo tipo di equazioni differenziali nel caso in cui {\displaystyle p(z)} e {\displaystyle q(z)} siano a loro volta analitiche nell'intorno dell'origine oppure, essendo analitiche in ogni altro punto, anche nel caso in cui i loro limiti a zero esistano e siano finiti.

## Formulazione
Il metodo di Frobenius stabilisce che si può cercare una soluzione nella forma:
{\displaystyle u(z)=\sum _{k=0}^{\infty }A_{k}z^{k+r}\qquad A_{0}\neq 0}
Derivando si ha:
{\displaystyle u'(z)=\sum _{k=0}^{\infty }(k+r)A_{k}z^{k+r-1}}
{\displaystyle u''(z)=\sum _{k=0}^{\infty }(k+r-1)(k+r)A_{k}z^{k+r-2}}
e quindi sostituendo:
{\displaystyle z^{2}\sum _{k=0}^{\infty }(k+r-1)(k+r)A_{k}z^{k+r-2}+zp(z)\sum _{k=0}^{\infty }(k+r)A_{k}z^{k+r-1}+q(z)\sum _{k=0}^{\infty }A_{k}z^{k+r}}
{\displaystyle =\sum _{k=0}^{\infty }(k+r-1)(k+r)A_{k}z^{k+r}+p(z)\sum _{k=0}^{\infty }(k+r)A_{k}z^{k+r}+q(z)\sum _{k=0}^{\infty }A_{k}z^{k+r}}
{\displaystyle =\sum _{k=0}^{\infty }(k+r-1)(k+r)A_{k}z^{k+r}+p(z)(k+r)A_{k}z^{k+r}+q(z)A_{k}z^{k+r}}
{\displaystyle =\sum _{k=0}^{\infty }((k+r-1)(k+r)+p(z)(k+r)+q(z))A_{k}z^{k+r}}
{\displaystyle =(r(r-1)+p(z)r+q(z))A_{0}z^{r}+\sum _{k=1}^{\infty }((k+r-1)(k+r)+p(z)(k+r)+q(z))A_{k}z^{k+r}}
L'espressione:
{\displaystyle r\left(r-1\right)+p\left(0\right)r+q\left(0\right)=I\left(r\right)}
è nota come il polinomio indiciale o polinomio caratteristico, che è quadratico in {\displaystyle r} e definito come il coefficiente della più piccola potenza di {\displaystyle z} nella serie infinita. In questo caso si tratta dell'{\displaystyle r}-esimo coefficiente, ma può accadere che il più piccolo esponente sia {\displaystyle r-2}, {\displaystyle r-1} oppure qualcos'altro dipendente dalla data equazione differenziale. Questo dettaglio è significativo perché nel processo di sincronizzazione degli indici di tutte le serie dell'equazione differenziale, necessario affinché tutte queste inizino con lo stesso valore di indice (nell'espressione precedente è {\displaystyle k=1}), si può arrivare alla fine con una complicata espressione. Ad ogni modo, nella ricerca delle soluzioni dell'equazione indiciale (equazione caratteristica) l'attenzione è focalizzata solo sul coefficiente della potenza minore di {\displaystyle z}. 
Per quanto detto, l'espressione generale del coefficiente di {\displaystyle z^{k+r}} è:
{\displaystyle I(k+r)A_{k}+\sum _{j=0}^{k-1}((j+r)p(k-j)+q(k-j))A_{j}}
Questi coefficienti, per essere la soluzione dell'equazione differenziale, devono essere nulli:
{\displaystyle I(k+r)A_{k}+\sum _{j=0}^{k-1}((j+r)p(k-j)+q(k-j))A_{j}=0}
da cui si ha:
{\displaystyle \sum _{j=0}^{k-1}((j+r)p(k-j)+q(k-j))A_{j}=-I(k+r)A_{k}}
e quindi:
{\displaystyle {1 \over -I(k+r)}\sum _{j=0}^{k-1}((j+r)p(k-j)+q(k-j))A_{j}=A_{k}}
La soluzione in forma di serie con {\displaystyle A_{k}}:
{\displaystyle U_{r}(z)=\sum _{k=0}^{\infty }A_{k}z^{k+r}}
soddisfa:
{\displaystyle z^{2}U_{r}(z)''+p(z)zU_{r}(z)'+q(z)U_{r}(z)=I(r)z^{r}}
Se si sceglie una delle radici dell'equazione indiciale per {\displaystyle r} in {\displaystyle U_{r}(z)} si ottiene la soluzione dell'equazione differenziale. Se la differenza fra le radici non è un numero intero, con l'altra radice si ottiene un'altra soluzione linearmente indipendente dalla prima.

## Esempio
Si consideri l'equazione:
{\displaystyle z^{2}f''-zf'+(1-z)f=0}
Dividendo per {\displaystyle z^{2}} si ottiene:
{\displaystyle f''-{1 \over z}f'+{1-z \over z^{2}}f=f''-{1 \over z}f'+\left({1 \over z^{2}}-{1 \over z}\right)f=0}
che ha la richiesta singolarità in {\displaystyle z=0}. Usando le soluzioni in serie:
{\displaystyle f=\sum _{k=0}^{\infty }A_{k}z^{k+r}}
{\displaystyle f'=\sum _{k=0}^{\infty }(k+r)A_{k}z^{k+r-1}}
{\displaystyle f''=\sum _{k=0}^{\infty }(k+r)(k+r-1)A_{k}z^{k+r-2}}
e sostituendo si ha:
{\displaystyle \sum _{k=0}^{\infty }(k+r)(k+r-1)A_{k}z^{k+r-2}-{1 \over z}\sum _{k=0}^{\infty }(k+r)A_{k}z^{k+r-1}+\left({1 \over z^{2}}-{1 \over z}\right)\sum _{k=0}^{\infty }A_{k}z^{k+r}}
{\displaystyle =\sum _{k=0}^{\infty }(k+r)(k+r-1)A_{k}z^{k+r-2}-{1 \over z}\sum _{k=0}^{\infty }(k+r)A_{k}z^{k+r-1}+{1 \over z^{2}}\sum _{k=0}^{\infty }A_{k}z^{k+r}-{1 \over z}\sum _{k=0}^{\infty }A_{k}z^{k+r}}
{\displaystyle =\sum _{k=0}^{\infty }(k+r)(k+r-1)A_{k}z^{k+r-2}-\sum _{k=0}^{\infty }(k+r)A_{k}z^{k+r-2}+\sum _{k=0}^{\infty }A_{k}z^{k+r-2}-\sum _{k=0}^{\infty }A_{k}z^{k+r-1}}
Si deve ora cambiare indice all'ultima sommatoria:
{\displaystyle =\sum _{k=0}^{\infty }(k+r)(k+r-1)A_{k}z^{k+r-2}-\sum _{k=0}^{\infty }(k+r)A_{k}z^{k+r-2}+\sum _{k=0}^{\infty }A_{k}z^{k+r-2}-\sum _{k-1=0}^{\infty }A_{k-1}z^{k+r-2}}
{\displaystyle =\sum _{k=0}^{\infty }(k+r)(k+r-1)A_{k}z^{k+r-2}-\sum _{k=0}^{\infty }(k+r)A_{k}z^{k+r-2}+\sum _{k=0}^{\infty }A_{k}z^{k+r-2}-\sum _{k=1}^{\infty }A_{k-1}z^{k+r-2}}
e prendendo un elemento fuori dalla sommatoria che parte con {\displaystyle k=0} si ottiene che tutte le sommatorie partano con lo stesso indice:
{\displaystyle =((r)(r-1)A_{0}z^{r-2})+\sum _{k=1}^{\infty }(k+r)(k+r-1)A_{k}z^{k+r-2}-((r)A_{0}z^{r-2})-\sum _{k=1}^{\infty }(k+r)A_{k}z^{k+r-2}}
{\displaystyle +(A_{0}z^{r-2})+\sum _{k=1}^{\infty }A_{k}z^{k+r-2}-\sum _{k=1}^{\infty }A_{k-1}z^{k+r-2}}
{\displaystyle =(r(r-1)-r+1)A_{0}z^{r-2}+}
{\displaystyle \sum _{k=1}^{\infty }\left(((k+r)(k+r-1)-(k+r)+1)A_{k}-A_{k-1}\right)z^{k+r-2}}
Risolvendo l'equazione caratteristica {\displaystyle r(r-1)-r+1=r^{2}-2r+1=0}, che ha una doppia radice di valore 1, si ottiene la prima soluzione all'equazione differenziale. Usando questa radice, ponendo il coefficiente di {\displaystyle z^{k+r-2}} in modo che sia nullo (per essere una soluzione):
{\displaystyle ((k+1)(k)-(k+1)+1)A_{k}-A_{k-1}=(k^{2})A_{k}-A_{k-1}=0}
si giunge alla relazione di ricorrenza:
{\displaystyle A_{k}={A_{k-1} \over k^{2}}}
Date le condizioni iniziali, si può risolvere completamente la relazione di ricorrenza e ottenere la soluzione come espansione in serie. Dal momento che il rapporto del coefficienti {\displaystyle A_{k}/A_{k-1}} è una funzione razionale, la serie di potenze può essere espressa come un caso particolare della serie ipergeometrica generalizzata.

## Radici Z-separate
Il precedente esempio coinvolge un polinomio caratteristico con una radice ripetuta, che fornisce quindi solo una soluzione alla data equazione differenziale. In generale il metodo di Frobenius fornisce due soluzioni linearmente indipendenti se le radici sono distinte e la loro differenza non è un intero (ovvero se le radici sono NON Z-separate). Se le radici sono ripetute o differiscono per un numero intero allora la seconda soluzione può essere trovata dall'equazione:
{\displaystyle y_{2}=y_{1}\ln x+\sum _{k=1}^{\infty }a_{k}x^{k+r}}
Dove {\displaystyle y_{1}(x)} è la prima soluzione e i coefficienti {\displaystyle a_{k}} devono essere determinati.